# Hermann Bunte (Schiffbauer)
Hermann Friedrich Bunte (* 20. April 1889 in Holm; † 20. September 1977 in Lübeck) war ein deutscher Schiffbauingenieur und Werftdirektor.

## Leben
Hermann Bunte war ein Sohn des Mühlenbauers und Zimmermanns Hermann Friedrich Bunte (* 24. Oktober 1859 in Großenmarpe; † 16. April 1902 in Holm) und dessen Ehefrau Elisabeth, geborene Berg (* 21. Mai 1866 in Holm; † 7. September 1951 ebenda). Bei seinem Elternhaus handelte es sich um eine ländliche Handwerkerfamilie.
Bunte besuchte die Volksschule in Holm und absolvierte ab 1904 eine Ausbildung zum Bootsbauer in der Blankeneser Bootswerft Jürgen Schuldt. Danach arbeitete er einige Monate als Geselle und wechselte im Februar 1908 als Schiffszimmermann zu einer Schonerbark nach Bremen. Ab dem Februar 1909 erhielt er in Hamburg eine Ausbildung im schiffbaulichen Zeichnen und zum Schiffbau-Techniker bei Schiffbauingenieur Johannes Heitmann. Zwischenzeitlich absolvierte er einen zweijährigen Wehrdienst bei der Minenabteilung der Kaiserlichen Marine in Cuxhaven. Im Dezember 1912 schloss er die Ausbildung bei Heitmann ab und arbeitete danach im Technischen Büro der Actien-Gesellschaft Neptun, Schiffswerft und Maschinenfabrik.
Von 1915 bis 1917 arbeitete Bunte als Betriebsingenieur bei der Bremer Werft AG „Weser“. Im Oktober 1917 wechselte er zu seinem vorherigen Arbeitgeber, wo er 1921 zum Betriebsingenieur und im September 1923 zum Oberingenieur befördert wurde. 1925 folgte er einem Ruf in den Vorstand der Neptun Werft, in dem er als Schiffbau-Direktor tätig war. Im März 1929 wechselte er als Direktor zu den Flender-Werken nach Lübeck und wurde dort am 10. April 1929 zum Vorstand ernannt. Als Technischer Direktor leitete er die Werft bis Ende März 1961, als er altersbedingt den Ruhestand antrat.

## Wirken
Als Bunte nach Lübeck wechselte, musste er die Werft wirtschaftlich stabilisieren und für technischen Fortschritt sorgen. Die Werft führte danach Reparationen durch, baute kleinere Leichter und Schuten und übernahm Stahlbauarbeiten. Dadurch konnte ein Konkurs abgewendet werden. Anfang der 1930er Jahre baute das Unternehmen auch Fracht-Motorsegler, Frachtschiffe und Tonnenleger, wodurch sich das Produktportfolio vergrößerte. Ab Mitte der 1930er Jahre übernahm die Werft zunehmend Aufträge im Rahmen des Rüstungsprogramm des Deutschen Reiches. Bunte trat zum 1. Mai 1933 in die NSDAP ein (Mitgliedsnummer 2.806.041) und wurde im April zum Wehrwirtschaftsführer ernannt. Er galt nicht als überzeugter Nationalsozialist und positionierte sich stattdessen eher konservativ-sozialistisch. Im Zweiten Weltkrieg war Bunte verantwortlich für Konstruktion und Bau der Kleinst-U-Boote vom Typ Biber.
Da er während der Zeit des Nationalsozialismus passiv geblieben war, duldeten die Alliierten Bunte nach Kriegsende als Vorstand der Flender-Werke. Gemeinsam mit Bürgermeister Otto Passarge versuchte er, Fabrikanlagen vor Demontagen zu bewahren und modernisierte die Anlagen der Werft, die während des Krieges unversehrt geblieben waren, regelmäßig. Anfang der 1950er Jahre rationalisierte und erweiterte er das Unternehmen und reagierte damit auf die steigenden Anforderungen der Kunden. Die Produktivität der Werft, die auch größere und anspruchsvollere Schiffe baute, stieg. Bunte schuf die Voraussetzungen dafür, dass die Flender-Werke ab Mitte der 1960er Jahre gemäßigte Großschiffe bauen konnte und zu den führenden deutschen Werften gehörte.
Bunte interessierte sich insbesondere für die Formgebung von Booten und Schiffen und galt als Experte, der Neues ausprobierte. Außerdem beschäftigte er sich mit Antriebsanlagen für Schiffe. Er widmete sich Aspekten der Berufsausbildung von Ingenieuren in Schleswig-Holstein und war Mitglied der Kaufmannschaft in der Lübecker Handelskammer, des Industrie-Ausschusses und der Vollversammlung der  Lübecker Industrie- und Handelskammer. Er engagierte sich darüber hinaus im Vorstandsrat der Schiffbautechnischen Gesellschaft, im Landesvorstand Schleswig-Holstein im Bundesverband der deutschen Industrie, im Verein Deutscher Ingenieure, im Lübecker Yacht-Club und im Vorstand des Verbandes Deutscher Schiffswerften.

## Ehrungen
Im Jahr 1954 erhielt Bunte das Große Verdienstkreuz des Verdienstordens der Bundesrepublik Deutschland. 1954 und 1961 verlieh ihm die Lübecker Industrie- und Handelskammer Ehrenurkunden. Zu seinem 70. Geburtstag erhielt er 1959 die Ehrenplakette der VDI-Bezirksvereine. Die Schiffbautechnische Gesellschaft überreichte ihm 1976 die Goldene Ehrennadel.

## Familie
Bunte heiratete in erster Ehe Bertha Meta Ewers (* 24. Oktober 1889 in Glückstadt; † 19. März 1917 in Bremen), deren Vater der Zollaufseher Johann Hinrich Ewers war. In zweiter Ehe heiratete er am 3. Februar 1919 in Rostock Käthe Wilma Marianne Dora Albrand (* 8. Dezember 1899 in Rostock; † 22. November 1985 in Lübeck). Ihr Vater Hans Albrand arbeitete als Kapitän in Rostock.
Bunte hatte zwei Töchter und den Sohn Horst-Hermann (* 18. Dezember 1923 in Rostock; † 30. Juni 1980 in Flensburg). Er arbeitete als Maschinenbauingenieur und Direktor der Flensburger Schiffbaugesellschaft AG.